# Greatest Hits... So Far!!!
„Greatest Hits... So Far!!!” – pierwszy album kompilacyjny amerykańskiej piosenkarki i autorki tekstów Pink. Został on wydany 12 listopada 2010, nakładem LaFace Records. Obejmuje pierwszą dekadę artystki na scenie muzycznej.
Płyta zawiera największe przeboje Pink ze wszystkich jej wydanych albumów studyjnych. Lista utworów na płycie różni się w zależności od regionu w którym została wydana. Z trzech nowych utworów (są to „Raise Your Glass”, „Fuckin’ Perfect” i „Heartbreak Down”) tylko dwa pierwsze zostały wydane jako międzynarodowe single.
Składanka znalazła się na piątym miejscu listy Top 10 w Stanach Zjednoczonych i jest szóstym multiplatynowym albumem Pink w Australii. Według danych pochodzących z oficjalnej strony wokalistki album sprzedał się w ponad 2.8 mln egzemplarzy na całym świecie.

## Single
- „Raise Your Glass” - został wydany 6 października 2010 roku jako pierwszy singiel. Wydanie piosenki zostało zapowiedziane przez artystkę na Twitterze. Utwór znalazł się na szczytach list przebojów. W Wielkiej Brytanii osiągnął #13 pozycję, a w Nowej Zelandii #5. W Australii piosenka wspięła się na szczyt ARIA Singles Chart w ciągu 24 godzin od wydania. Teledysk towarzyszący piosence którego reżyserem jest Dave Meyers, wywołał wiele kontrowersji ponieważ ukazywał homoseksualne związki małżeńskie.

- „Fuckin’ Perfect” - został wydany 14 grudnia 2010 roku jako drugi singiel. Utwór już przed wydaniem znalazł się na listach przebojów i do tej pory osiągnął 10. pozycję w Australii i 2. w USA. W Wielkiej Brytanii piosenka ukazała się w lutym i zadebiutowała na 71. miejscu w UK Singles Chart. Teledysk został nakręcony gdy Pink była we wczesnym etapie ciąży. Wystąpiła w nim aktorka Tina Majorino. Wciela się ona w rolę dziewczyny, która w młodości borykała się z różnymi problemami, tj. kradzież, anoreksja, lecz poradziła sobie z nimi i jest szczęśliwa.

## Lista utworów
Pierwsza edycja
1. „Get the Party Started” - 3:12
2. „There You Go” - 3:26
3. „Don't Let Me Get Me” - 3:31
4. „Just Like a Pill” - 3:57
5. „Family Portrait” - 4:56
6. „Trouble” - 3:13
7. „Stupid Girls” - 3:16
8. „Who Knew” - 3:28
9. „U + Ur Hand” - 3:34
10. „Dear Mr. President” - 4:33
11. „So What” - 3:35
12. „Sober” - 4:11
13. „Please Don’t Leave Me” - 3:52
14. „Funhouse” - 3:25
15. „I Don’t Believe You” - 4:36
16. „Glitter in the Air” - 3:45
17. „Raise Your Glass” - 3:24
18. „Fuckin’ Perfect” - 3:33
19. „Heartbreak Down” (wersja na iTunes) – 3:18

- Do edycji australijskiej dodane są utwory „Bad Influence” i „Whataya Want from Me”.
- Do edycji kanadyjskiej dodany jest utwór „Leave Me Alone (I'm Lonely)”, film „Making House” i „The Greatest Hits... So Far!!! Photo Shoot” zawierający zdjęcia z sesji albumu.

## Historia wydania
- Australia i Niemcy - 12 listopada 2010 - Sony Music
- Wielka Brytania - 15 listopada 2010 - RCA
- Stany Zjednoczone - 16 listopada 2010 - LaFace
- Brazylia i Turcja - 21 grudnia 2010 - Sony Music